# HQ-rättegångarna

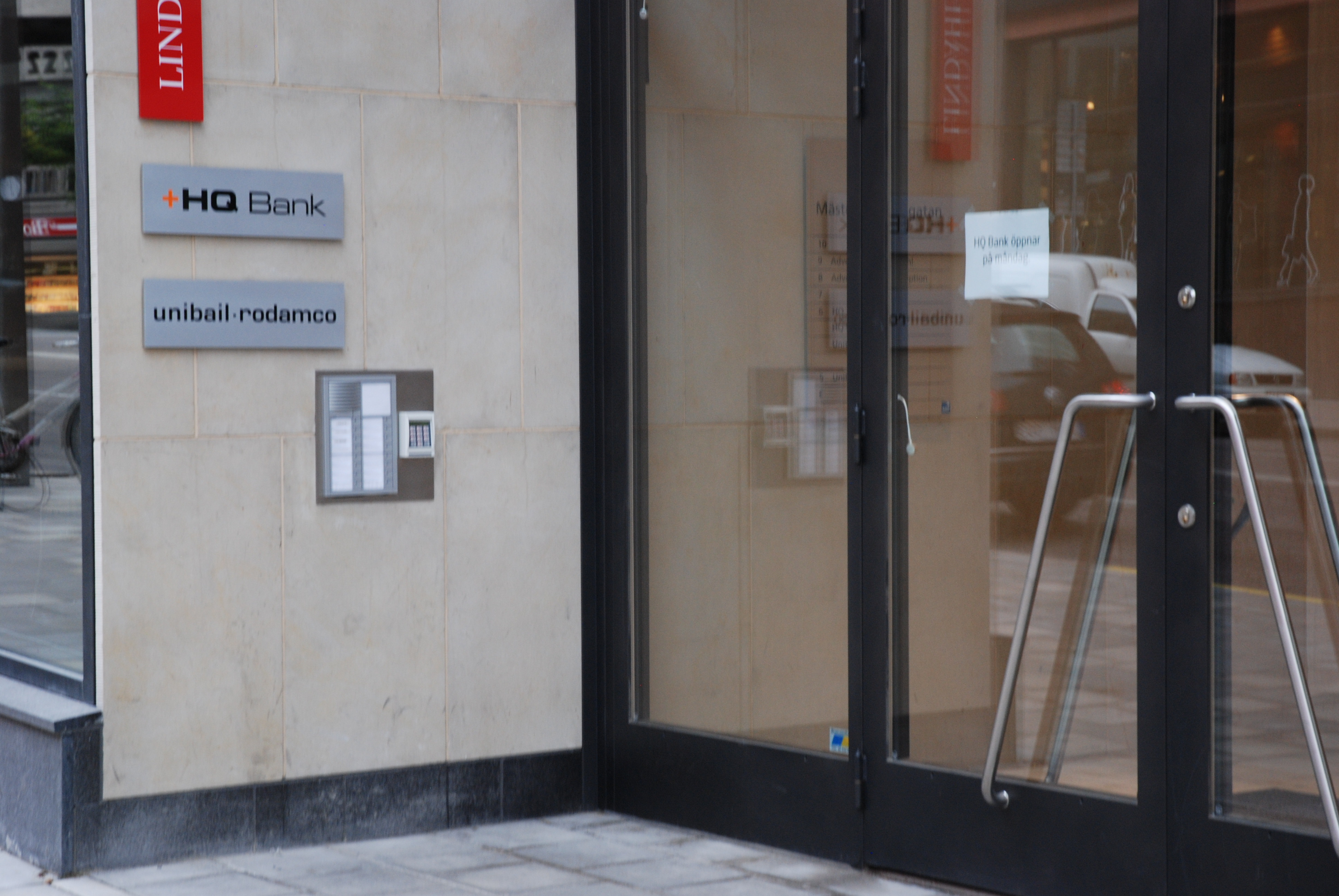
Ingången till HQ Bank söndagen den 5 september 2010

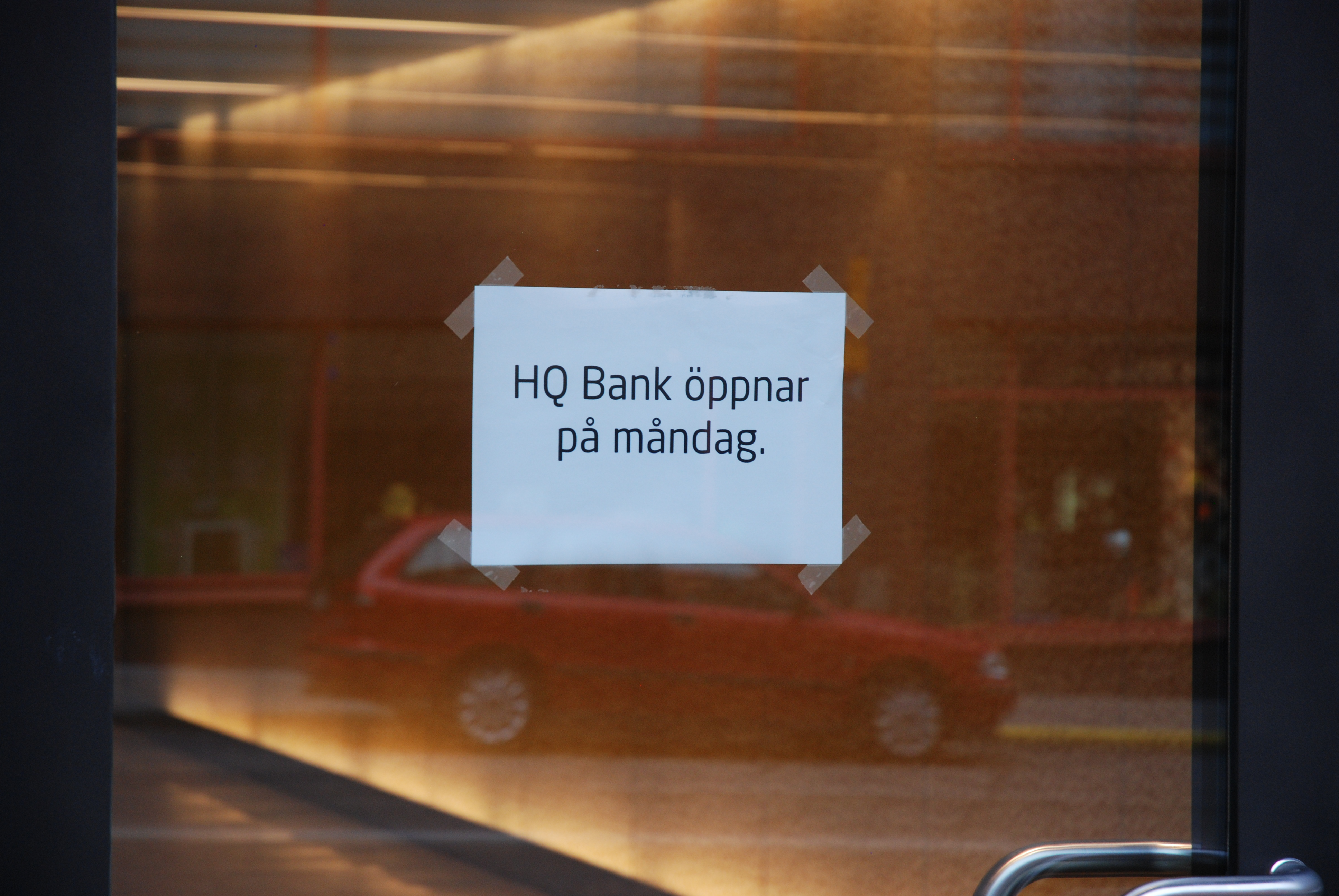
"HQ Bank öppnar på måndag", skylt söndagen den 5 september 2010

HQ-rättegångarna är en beteckning på de brotts- och skadeståndsrättegångar, som följt på HQ Banks kollaps 2010.

## Bakgrund
Huvudartikel: HQ AB
HQ AB var ett börsnoterat företag med dåvarande Investment AB Öresund som dominerande ägare. Sven Hagströmer och Mats Qviberg var i sin tur huvudägare av Öresund. HQ AB hade 2010 två väsentliga dotterbolag, HQ Bank som bedrev bank och fondbolaget HQ Fonder. 
HQ Bank gjorde stora förluster på handel med derivat som realiserades under 2010. I samband med det avyttrade HQ AB HQ Fonder till Öresund. Dessutom genomförde HQ AB en nyemission för att kunna kapitalisera banken igen. 
Finansinspektionen drog i augusti 2010 in tillståndet för HQ Bank att bedriva bankverksamhet. Finansinspektionens grund för kritik mot HQ Bank var att banken ansågs vida ha underskattat riskerna i sin verksamhet. FI lämnade den 30 augusti 2010 in en ansökan om likvidation av HQ Bank till Stockholms tingsrätt, som beslutade om likvidation samma dag och utsåg Biörn Riese till likvidator. Ett par dagar senare tillkännagavs att Carnegie Investment Bank förvärvat HQ Bank i syfte att integrera verksamheten med den egna bankrörelsen.
Efter att dotterbolaget HQ Bank i likvidation sålts till Carnegie återstod ingen rörelse i HQ AB. Bolaget avnoterades från Nasdaq OMX och upptogs istället till handel på Aktietorget. Från 2010 bestod verksamheten enbart av att driva process mot tidigare funktionärer i bolaget.

## Prövningen av revisionsarbetet i Revisorsnämnden
Finansinspektionen anmälde revisionsföretaget KPMG AB och dess 2008 och 2009 huvudansvariga revisor till tillsynsmyndigheten Revisorsnämnden. Denna riktade inte någon kritik mot själva revisionsinsatsen, men gav den ansvarige revisorn en erinran för brister i revisionsdokumentationen.

## Brottmålet
Ekobrottsmyndigheten inledde i september 2010 en förundersökning om grovt svindleri, vilken pågick i tre och ett halvt år. Brottmålet kom att röra sig om metoden banken hade använt sig av att värdera sin tradingportföljen var tillåten samt om bokföringsbrott. 
Efter åtal inleddes förhandlingar i Stockholms tingsrätt i januari 2016 och avslutades den 3 maj 2016. Dom meddelades i juni 2016. Alla åtalade frikändes. Domstolen ansåg att de instrument som HQ Bank använt sig av låg inom det tillåtnas gräns, och att dokumentationen hade varit tillräcklig. Domstolen har inte gjort någon bedömning av vilket uppsåt nyckelpersonerna i HQ Bank haft. Ersättningarna till försvarsadvokaterna uppgick till knappt 31,8 miljoner kronor.

## Skadeståndsmålet
I mars 2011 pekade den då nyvalda styrelsen i HQ AB ut Mats Qviberg med flera som ansvariga för HQ Banks kollaps. 
Ett skadeståndsmål mot Mats Qviberg och övriga i styrelsen, ansvarig revisor på revisionsfirman KPMG samt Investment AB Öresund påbörjades i Stockholms tingsrätt i november 2016. Målet hade väckts av HQ AB, som krävde gruppen på 2,7 miljarder i skadestånd, vilket med räntor uppgick till omkring fem miljarder i december 2017.
Dom meddelades den 14 december 2017. Tingsrätten ogillade skadeståndskravet, och konstaterade att oaktsamhet har skett, men att "tillräckligt samband mellan konstaterad oaktsamhet och skadan föreligger inte och skadeståndsmålet har därför ogillats".
 Också yrkandet om återbäring av HQ AB:s vinstutdelning för 2007–2009 ogillades av tingsrätten.
Rättegångskostnaderna uppgick totalt till omkring 445 miljoner kronor. HQ AB ålades att betala de svarandes kostnader på 260 miljoner kronor.
Den 22 december 2017 begärde sig HQ AB i konkurs, då företaget inte kunde få in 260 miljoner kronor i kapital för Mats Qvibergs och övriga svarandes rättegångskostnader.